# Hematologie
Hematologie is het medische specialisme dat zich bezighoudt met afwijkingen van het bloed, de bloedvormende organen en de lymfeklieren. Het is een specialisatie binnen de interne geneeskunde: hematologen hebben na de opleiding tot basisarts een specialisatie tot hematoloog gedaan. Hematologisch onderzoek richt zich met name op de cellen in bloed, beenmerg en de lymfklieren.
De hematologie valt in de volgende deelgebieden uiteen:

## Maligne hematologie
De maligne hematologie omvat hemato-oncologische aandoeningen zoals leukemieën (chronische/acute myeloïde/lymfatische leukemie), myelodysplastische syndromen, myeloproliferatieve aandoeningen (polycythaemia vera, essentiële trombocytemie, myelofibrose, mastocytose, hypereosinofiel syndroom), maligne lymfomen (ziekte van Hodgkin, non-hodgkinlymfoom, huidlymfomen), plasmaceldyscrasieën (plasmocytoom, multiple myeloom (ziekte van Kahler), amyloïdose) en immunocytomen (ziekte van Waldenström).

## Benigne hematologie
De benigne hematologie omvat de niet-oncologische aandoeningen zoals anemie (bloedarmoede) als gevolg van ijzergebrek, vitamine B12-gebrek, foliumzuurgebrek, hemoglobinopathieën (hemoglobine-afwijkingen zoals sikkelcelziekte), trombocytopenie (gebrek aan bloedplaatjes, bijvoorbeeld ten gevolge van idiopathische trombocytopenische purpura) en hemochromatose (ijzerstapelingsziekte).

## Hemostase en trombose
De hemostase en trombose richt zich op bloedstollingsstoornissen, zoals hemofilie A en B, de ziekte van von Willebrand, trombose en longembolieën.

## Bloedtransfusie
Bloedtransfusie omvat het selecteren van geschikte transfusieproducten (erytrocyten, trombocyten en plasma) voor de patiënt die een te laag hemoglobinegehalte heeft of dreigt te krijgen (erytrocytentransfusie) of een bloedingsneiging heeft (trombocytentransfusie, plasmatransfusie). Deze transfusieproducten worden bereid uit bloed dat afgenomen is bij gezonde donoren (bloedbank).